# 巴尔赞奖

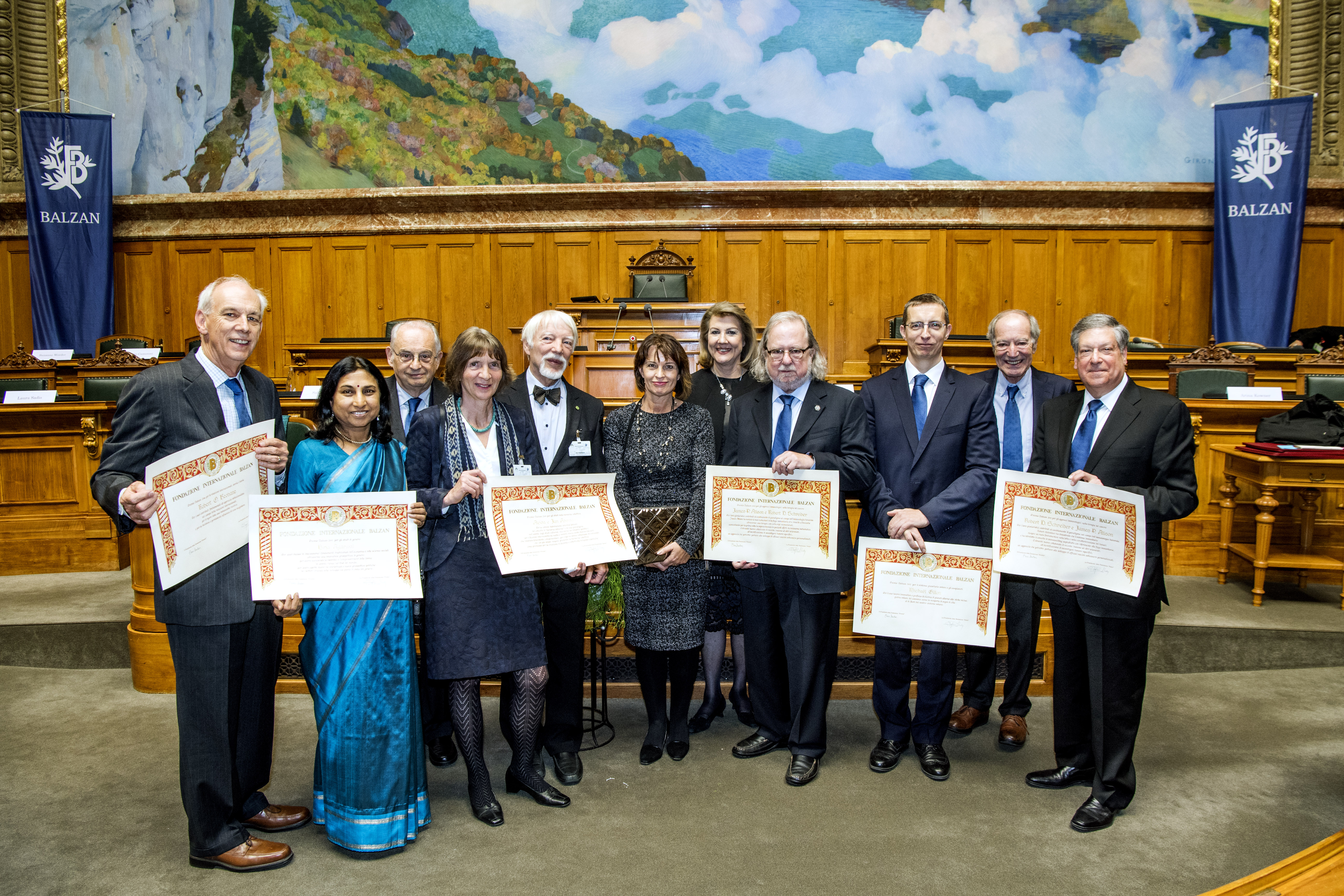
2014年巴尔赞奖颁奖典礼

巴尔赞基金会国际奖每年向在人文、自然科学、文化领域以及促进人类交流与和平做出贡献的个人或组织颁发四项奖金。

## 历史
该基金会的初始资产来自意大利人欧金尼奥·巴尔赞（1874–1953），他是晚邮报的所有者之一，他将资产投资于瑞士，并于 1933年离开意大利以抗议法西斯主义。他给女儿安吉拉·莉娜·巴尔赞 (1892-1956) 留下了一笔可观的遗产，当时她患有不治之症。在她去世前，她为基金会留下了指示，此后基金会有两个总部，米兰管理颁奖，苏黎世管理基金。
第一个奖项1961年发给了诺贝尔基金会，奖金100万瑞士法郎。1962年之后有16年没有颁奖，直到1978年向特蕾莎修女颁发了50万瑞士法郎。颁奖典礼在伯尔尼和罗马的意大利科学院交替举行，许多获奖者后来获得了诺贝尔奖。

## 奖项
所有奖项均由一个委员会决定。这个委员会由欧洲著名学术团体的20名成员组成。基金会每年都会选择有资格获得下一年奖品的领域，并确定奖金。这些通常在5月公布，获奖者将在次年9月公布。
自2001年以来，每个奖项的奖金增加到 100 万瑞士法郎，条件是一半的资金用于涉及年轻研究人员的项目。截至 2017年，每项巴尔赞奖的奖金现在涨到了750000瑞士法郎。
自1978年以来，每年颁发四个奖项。奖项领域每年都不同，可以与特定领域或跨学科领域相关。奖项设置超越了人文学科（文学、道德科学和艺术）和科学（医学、物理、数学和自然科学）的传统领域，重点关注研究的创新性。该奖在包括社会学在内的多个领域具有世界性影响力。